# Nazionale maschile di calcio dell'Etiopia
La nazionale di calcio dell'Etiopia è la rappresentativa calcistica dell'Etiopia ed è posta sotto l'egida della Ethiopian Football Federation.
La federcalcio etiope venne fondata nel 1943 e si affiliò alla FIFA nel 1953 e alla CAF nel 1957. La nazionale etiope esordì nel 1943 e partecipò nel 1957 (con Egitto e Sudan) alla prima Coppa d'Africa, chiusa al secondo posto dopo la sconfitta in finale (4-0) contro l'Egitto. Si rifece nell'edizione organizzata in casa del 1962 ai danni proprio degli egiziani, battuti dopo i tempi supplementari con il punteggio di 4-2. Anche a causa della raggiunta indipendenza di molte nazioni africane, sul finire degli anni sessanta la nazionale etiope perse il proprio ruolo da protagonista nella scena continentale e da lì in poi è stata capace di vincere solamente dei tornei a carattere regionale.
Nella graduatoria FIFA in vigore da agosto 1993 il miglior posizionamento raggiunto è stato l'86º posto nel settembre 2006, mentre il peggiore è stato il 155º posto di dicembre 2001; al dicembre 2021 occupa il 137º posto della graduatoria.

## Storia

### Origini e prime esperienze in Coppa d'Africa (1950-1959)
Dopo la fine della seconda guerra mondiale e la fine del colonialismo italiano la nazionale etiope, costituita già nel 1943, fece il proprio debutto il 5 dicembre 1947 in occasione di una partita contro la Somalia francese, che fu battuta per 5-0. La maggior parte dei calciatori della nazionale faceva parte del club più importante del paese, il Saint-George SA (fondato nel 1936), il cui allenatore era spesso anche il selezionatore della nazionale. La scelta dei calciatori da convocare in nazionale era compiuta da un comitato tecnico presieduto da Ydnekatchew Tessema, che si insediò nel 1950. L'organo rimase operativo sino al 1976.
All'inizio degli anni cinquanta l'Etiopia affrontò in partite ufficiali sia squadre nazionali sia squadre di club. Incontrò gli svedesi del Norrköping (prima squadra straniera a giocare in Etiopia) nel 1950 e i greci del Paniōnios nel 1952, prima di partire per una tournée in Europa. La Ethiopian Football Federation (EFF) fu fondata nel 1952 e si affiliò alla FIFA nel 1953 e alla CAF nel 1957. Nel 1954 l'Etiopia annetté l'antica colonia italiana d'Eritrea, incorporandone totalmente la struttura calcistica: i club eritrei furono autorizzati a prendere parte al campionato etiope di calcio e i giocatori eritrei divennero selezionabili per la nazionale etiope.
Nel 1956, su impulso del capitano Ydnekatchew Tessema, divenuto contemporaneamente dirigente federale e fervente sostenitore delle Olimpiadi, la federazione iscrisse la nazionale alle eliminatorie delle Olimpiadi di Melbourne 1956. Il sorteggio individuò nell'Egitto l'avversario degli etiopi. Nel luglio 1956 il match di andata ad Addis Abeba fu la prima partita ufficiale per entrambe le selezioni e si concluse con una vittoria egiziana per 4-1. La partita di ritorno vide un altro largo successo degli egiziani, che al Cairo vinse per 5-1 e si qualificò per le Olimpiadi.
Dal 10 al 16 febbraio 1957 si tenne a Khartoum, in Sudan, l'edizione inaugurale della Coppa d'Africa. Al torneo partecipavano le selezioni di Etiopia, Sudan, Egitto e Sudafrica, in rappresentanza dei quattro paesi fondatori della CAF, che avrebbe visto la luce qualche mese più tardi. Il primo incontro oppose gli etiopi ai sudafricani, mentre l'altra semifinale si sfidarono egiziani e sudanesi. A causa del rifiuto della federazione sudafricana di costituire una squadra mista di calciatori bianchi e neri per via della vigente politica dell'apartheid, la nazionale sudafricana fu esclusa dalla manifestazione, di conseguenza l'Etiopia fu ammessa alla finale. Contro l'Egitto la squadra etiope perse nuovamente, stavolta per 4-0 (quadripletta di Mohamed Ad-Diba).
Nella Coppa d'Africa 1959, disputata nella Repubblica Araba Unita (oggi Egitto), l'Etiopia ritrovò le due altre nazionali fondatrici della CAF. Questa volta il formato del torneo prevede un girone unico. Gli etiopi, guidati dal cecoslovacco Jiri Starosta, perdono contro la Repubblica Araba Unita per 4-0 e contro il Sudan per 1-0, terminando il torneo al terzo posto, senza riuscire a segnare un gol.

### Un'altra dimensione sportiva e la vittoria in Coppa d'Africa (1961-1962)
Il 1961 segnò una svolta nella storia della nazionale etiope. Per la prima volta la squadra fu impegnata nelle qualificazioni al campionato del mondo. In vista di campionato del mondo 1962 il sorteggio pose l'Etiopia nel gruppo 7 della zona Europa, insieme a tre squadre europee (Italia, Romania e Cipro) e una squadra del Medio Oriente, Israele, all'epoca affiliato all'AFC. Allenati dallo jugoslavo Slavko Milošević, gli etiopi entrarono in scena al secondo turno contro Israele, che nel turno precedente aveva eliminato Cipro dopo due partite giocate nel marzo 1961. Il primo incontro, giocato al Ramat Gan di Tel Aviv, vide gli israeliani vincere grazie ad un gol di Yehoshua Glazer. La seconda partita, ad Haifa, vide un altro successo israeliano per 3-2, con gol etiopi pervenuti due volte al pareggio, con Metaferia e Luciano Vassallo. La seconda sconfitta causò l'eliminazione degli africani.
Prevista inizialmente per il 1960, ma spostata al gennaio 1962 (per via del colpo di Stato del dicembre 1960 contro l'imperatore Hailé Selassié, ma anche per consentire il rinnovamento dello Stadio Addis Abeba), la terza edizione della Coppa d'Africa si tenne in Etiopia. Fu la prima edizione a prevedere turni di qualificazione, cui parteciparono nove selezioni che si contendevano tre posti. Oltre a queste tre squadra partecipava al torneo la squadra campione in carica, vale a dire la Repubblica Araba Unita, vincitrice del trofeo tre anni prima. A causa dell'incertezza sull'effettiva organizzazione della coppa ad Addis Abeba, l'Etiopia prese parte alle eliminatorie, dove eliminò il Kenya. Dopo aver ottenuto la qualificazione l'Etiopia ricevette dalla CAF l'incarico di organizzare la terza edizione del massimo torneo continentale e la qualificazione automatica, fatto che comportò il ripescaggio del Kenya.
Ad Addis Abeba gli etiopi padroni di casa, sostenuti dal proprio pubblico, batterono la Tunisia (che era all'esordio in Coppa d'Africa) per 4-2 in semifinale, ottenendo l'accesso alla finale contro la Repubblica Araba Unita. Stavolta fu l'Etiopia a vincere, con il punteggio di 4-2 dopo tempi supplementari. Mengistu Worku e l'egiziano Abdel Fattah Badawi segnarono tre gol ciascuno, ma fu Worku a vincere il titolo di capocannoniere in quanto il regolamento prevedeva in tal caso che il titolo fosse assegnato al calciatore della squadra che avesse vinto il trofeo. La squadra, capitanata da Luciano Vassallo e allenata da Ydnekatchew Tessema e Slavko Milošević, mise così in bacheca il primo e unico titolo nella storia della nazionale etiope.
Nell'autunno del 1962 la nazionale tenne una tournée in Europa, dove molte squadre vollero affrontare i campioni d'Africa, anche se molte partite svoltesi dal settembre al dicembre 1962 non sono riconosciute dalla FIFA nelle statistiche ufficiali. La compagine di Milošević affrontò la Jugoslavia, la Turchia, la Romania, la Francia B, Israele. Poco più tardi la selezione etiope disputò una serie di amichevoli casalinghe allo Stadio Addis Abeba in doppia sfida contro Turchia, Tanzania e Romania B, match che funsero da preparazione alla Coppa d'Africa 1963. Il bilancio di queste amichevoli fu piuttosto deludent e: tre vittorie (tutte in casa, due contro Tanzania e una contro la Romania B), un pareggio (ad Addis Abeba contro la Turchia) e nove sconfitte.

### Ai vertici del calcio continentale (1963-1969)
Qualificata d'ufficio alla Coppa d'Africa 1963 in quanto campione continentale in carica, l'Etiopia terminò il torneo, allargato a sei squadre, al quarto posto, dopo aver perso per 3-0 la finale di consolazione contro la Repubblica Araba Unita. Nel 1965 fu eliminata al primo turno della Coppa d'Africa, terminando all'ultimo posto il girone dietro Tunisia e Senegal con un bilancio di una sola vittoria, un solo gol segnato (dall'italo-etiope Luciano Vassalo contro il Senegal) e soprattutto nove gol subiti in due incontri. Nello stesso anno si ritirò dalle qualificazioni al campionato del mondo 1966 (dopo essere stata opposta dal sorteggio al Gabon) per protestare contro la decisione della FIFA di non attribuire che un solo posto nella fase finale alle squadre di Africa, Asia e Oceania.
Nel gennaio 1968 l'Etiopia ospitò per la seconda volta la Coppa d'Africa. Dopo aver concluso la fase a gironi al primo posto del proprio girone in virtù di tre successi contro Costa d'Avorio, Algeria e Uganda, gli etiopi uscirono in semifinale contro il Congo-Kinshasa (2-3 dopo i tempi supplementari) e persero la finale per il terzo posto contro la COsta d'Avorio, chiudendo quarti.
Nel 1969 l'Etiopia fu impegnata nelle qualificazioni al mondiale di Messico 1970. Eliminata la Libia (sconfitta per 2-0 a Tripoli e vittoria per 5-1 ad Addis Abeba), la squadra del neo-tecnico Luciano Vassallo, nominato CT da qualche settimana, se la vide contro il Sudan, che prevalse grazie al successo per 3-1 a Karthoum dopo l'1-1 di Addis Abeba. Nell'ottobre del 1969 la squadra di Vassallo giocò le qualificazioni alla Coppa d'Africa 1970, organizzata dal Sudan. Esentata dal primo turno, l'Etiopia affrontò al secondo turno la Tanzania, vincitrice sul Kenya, e la eliminò nel primo confronto tra le due nazionali. Ad Addis Abeba l'Etiopia si impose con un sonoro 7-0, più larga vittoria di sempre per la selezione etiope, e vinse anche a Dar es Salaam nel ritorno (2-1). La qualificazione per la Coppa d'Africa era dunque cosa fatta e consentì alla nazionale etiope di divenire l'unica selezione africana a partecipare a tutte le edizioni del torneo del 1957 ad allora.

### Il declino (1970-1982)
Nel gennaio 1970 la Coppa d'Africa dell'Etiopia si concluse con tre sconfitte in altrettante partite, contro i padroni di casa del Sudan (3-0), il Camerun (3-2) e la Costa d'Avorio (6-1). Mengistu Worku segnò l'unico gol etiope nel torneo. Il declino proseguì alla Coppa d'Africa 1972 in Camerun, dove l'Etiopia fu assente per la prima volta nella sua storia perché eliminata nel turno preliminare dal Kenya a causa di due sconfitte (0-1 e 0-2). Negli ultimi mesi del 1972 la squadra fu impegnata nelle qualificazioni al mondiale di Germania Ovest 1974 contro la Tanzania. Dopo due match finiti in parità (1-1 in Tanzania e 0-0 ad Addis Abeba) nel match di spareggio prevalsero gli etiopi (3-0), che però furono eliminati al turno successivo (0-0 in casa e 4-2 a Lusaka) dallo Zambia, poi qualificatosi per il mondiale tedesco.
Nel settembre 1973 l'Etiopia mancò la qualificazioni alla nona edizione della Coppa d'Africa. Contro la Tanzania la squadra etiope, allenata dal tedesco Peter Schnittger vinse per 2-1 in casa, ma perse per 3-0 in trasferta e dovette rinunciare alla fase finale del torneo, in programma nel 1974 in Egitto.
Nel marzo 1976 l'Etiopia ospitò per la terza volta la Coppa d'Africa. Malgrado il sostegno del pubblico di casa, non andò oltre un comunque onorevole terzo posto, dietro Guinea e Egitto. Verso la fine dell'anno giocò le eliminatorie del campionato del mondo 1978. Cadde per 3-0 e per 2-1 contro l'Egitto dell'attaccante Mahmoud Al-Khatib, autore di tutti e cinque i gol segnati dalla sua selezione tra andata e ritorno.
Nel 1977 la federcalcio etiope si affiliò alla CECAFA (Consiglio delle Associazioni Calcistiche dell'Africa Centrale e Orientale), una delle ramificazioni della Confédération Africaine de Football (CAF) raggruppante le nazionali di calcio dell'Africa centrale e orientale. Dal 1983 partecipò dunque alla CECAFA Cup, la competizione contesa dai membri di questa associazione. Nelle eliminatorie della Coppa d'Africa 1978 eliminò Mauritius (3-2, 1-0), ma perse il turno successivo contro l'Uganda. Nel settembre 1979 furono estromessi dalla corsa per un posto alla Coppa d'Africa 1980, superati al primo turno dalla Libia (2-1 a Tripoli e 1-1 ad Addis Abeba).
Nel 1980 la federazione etiope affidò la panchina della nazionale all'ex attaccante Mengistu Worku, con l'obiettivo di ottenere la qualificazione al mondiale di Spagna 1982 e per la fase finale della Coppa d'Africa 1982 in Libia. Worku mancò il primo obiettivo, la qualificazione alla Coppa del mondo: opposto allo Zambia, pareggiò per 0-0 in casa prima di perdere per 4-0 a Ndola. Dopo quattro eliminazioni consecutive nei turni preliminari, riuscì tuttavia a qualificare i suoi per la fase finale della Coppa d'Africa. Furono decisivi in due occasioni i tiri di rigore, al primo turno contro il Ruanda (1-0, 0-1) e al secondo turno contro la Guinea (2-2, 1-1). La fase finale fu tuttavia deludente: ultimo posto nel girone dietro Algeria, Zambia e Nigeria, senza vittorie né gol segnati. Fu il primo di una serie di risultati negativi durata vent'anni.

### La traversata nel deserto (1983-2000)
Nelle eliminatorie della Coppa d'Africa 1984 l'Etiopia estromise Mauritius al primo turno dopo i tiri di rigore, ma cadde contro il Togo al secondo turno (vittoria per 2-1 ad Addis Abeba e sconfitta per 3-0 a Lomé). Non partecipò alla Coppa d'Africa 1986 e si ritirò dalle qualificazioni alla Coppa d'Africa 1988 malgrado la vittoria interna per 4-2 nell'andata del turno preliminare contro la Tanzania.
Nell'aprile 1987, dopo aver superato il primo turno per il ritiro dell'Uganda, fu eliminata al secondo turno delle qualificazioni alla Coppa d'Africa 1990 dall'Egitto (vittoria per 1-0 in casa e sconfitta per 6-1 in trasferta). Nelle eliminatorie della Coppa d'Africa 1992 si ritirò nel corso del girone di qualificazione, che terminò pertanto all'ultimo posto. Il 24 novembre 1990, infatti, dopo una sconfitta per 2-0 a domicilio contro la Tunisia, la federazione decise di sciogliere i quadri tecnici e di ritirare la nazionale da tutte le competizioni per 18 mesi, fino al maggio 1992. Dopo questo ritiro, il 18 agosto 1992 l'Etiopia conobbe la più larga sconfitta della propria storia, perdendo per 13-0 contro l'Iraq durante un torneo amichevole a Irbid, in Giordania. Perse successivamente due altri match contro l'ES Sétif (3-2) e la Rep. del Congo (3-0).
Nelle eliminatorie della Coppa d'Africa 1994 gli etiopi conclusero il girone al terzo posto, dietro Nigeria e Uganda. La spirale negativa si prolungò per le due successive campagne di qualificazione, quelle per la Coppa d'Africa 1996 e per la Coppa d'Africa 1998, chiuse entrambe all'ultimo posto nel girone. L'Etiopia dichiarò forfait nelle eliminatorie della Coppa d'Africa 2000 per ragioni diplomatiche, dopo che il sorteggio aveva decretato che gli etiopi avrebbero dovuto affrontare l'Eritrea, a causa dei rapporti tesi tra i due stati dovuti all'indipendenza dell'Eritrea proclamata nel 1992.
Le campagne di qualificazione ai mondiali non ebbero migliore fortuna per gli etiopi, eliminati al primo turno dal Kenya (2-1, 3-3) nelle eliminatorie di Messico 1986, terzi nel girone dietro Marocco e Tunisia nelle eliminatorie di Stati Uniti 1994 e non presenti nelle eliminatorie di Italia 1990 e Francia 1998.
In questo periodo di magra l'Etiopia riuscì comunque a conquistare un trofeo, la CECAFA Cup del 1987. Dopo l'esordio nel 1983 nel torneo (in cui non ottenne alcuna vittoria nella fase a gironi), l'Etiopia ospitò la manifestazione proprio nel 1987. Conclusa la fase a gironi al secondo posto dietro a Zanzibar e davanti a Kenya e Tanzania, batté agilmente l'Uganda per 3-0 e in finale si impose ai tiri di rigore contro lo Zimbabwe detentore del titolo. Nel 1988 ottenne il terzo posto nel girone di prima fase dietro lo Zambia (futuro finalista) e lo Zimbabwe. Non partecipò alla CECAFA Cup dal 1989 al 1991, mentre nel 1992 si piazzò quarta nella fase a gironi. Nel 1995 perse la finale ai tiri di rigore contro Zanzibar, nel 1999 fu eliminata ai quarti di finale dal Ruanda B.

### Alti e bassi (2000-2008)
Nell'aprile 2000, contro il Burkina Faso, la nazionale etiope dovette prematuramente abbandonare la campagna di qualificazione al campionato del mondo 2002, dopo aver perso per 1-2 in casa all'andata e per 3-0 in trasferta. L'Etiopia mancò inoltre la qualificazione anche alla Coppa d'Africa 2002, battuta tra andata e ritorno dallo Zambia (vittoria 1-0 ad Addis Abeba e sconfitta per 2-0 a Lusaka). Due anni più tardi la campagna di qualificazione alla Coppa d'Africa 2004 si concluse negativamente per gli etiopi, che si fermarono al terzo posto dietro Guinea e Niger nel proprio girone, sconfitti all'ultima giornata per 3-0 a Conakry dai guineani ed esclusi dunque dalla fase finale in programma in Tunisia.
Le qualificazioni al mondiale di Germania 2006 disputate dal 2003 al 2005 funsero anche da qualificazioni alla Coppa d'Africa 2006, in programma in Egitto. L'Etiopia uscì giàò al primo turno, sconfitta in casa dal Malawi per 1-3 nella gara di andata giocata nell'ottobre 2003 e incapace di andare oltre un pari a reti bianche nella partita di ritorno a Lilongwe nel novembre seguente. Non andò meglio la campagna di qualificazione alla Coppa d'Africa 2008, conclusa dall'Etiopia all'ultimo posto del girone, dietro Namibia, Rep. del Congo e Libia.
A livello regionale, in questo periodo i risultati dell'Etiopia furono molto migliori. La squadra si aggiudicò per tre volte la CECAFA Cup nel giro di quattro anni. Nel 2001 vinse in Ruanda la finale contro il Kenya per 2-1 sotto la guida di Asrat Haile. Nel 2004, nell'edizione giocata in casa, sconfisse in finale il Burundi per 3-0 e nel 2005 prevalse sul Ruanda per 1-0 esprimendo il miglior attacco del torneo, con 17 gol segnati in 6 partite
La principale causa dei cattivi risultati ottenuti in ambito continentale fu l'instabilità della guida tecnica. Dal 2000 al 2008 la selezione cambiò, infatti, ben 11 allenatori, spesso rimasti in carica per poco tempo ad interim e spesso sollevati dall'incarico dopo qualche mese. Per esempio Asrat Haile diresse la squadra in tre distinte riprese, vincendo la CECAFA Cup per due volte (2001 e 2004). Fu l'arrivo di Abraham Teklehaimanot, nel gennaio 2008, a dare stabilità alla squadra: il tecnico rimase in sella quasi due anni.

### Sospensione internazionale e instabilità (2008-2011)
Nel luglio 2008 una commissione di emergenza della FIFA decise di sospendere la federcalcio etiope (EFF) perché non aveva rispettato la road map prescritta dal massimo organo calcistico mondiale e firmata unanimemente dalla CAF e dalla stessa federcalcio etiope nel febbraio 2008, documento che prevedeva la "normalizzazione" nella gestione della federazione africana dell'Etiopia a seguito di interferenze governative.
La sanzione di esclusione, con decorrenza dal 29 luglio 2009, ebbe come effetto anche l'estromissione della nazionale etiope dalle eliminatorie del mondiale della Coppa d'Africa 2010, in cui l'Etiopia era già scesa in campo quattro volte (2 vittorie e 2 sconfitte). La nazionale si ritirò anche dalla CECAFA Cup del 2008 e il 12 settembre 2009 fu costretta a dare forfait anche dalle eliminatorie del mondiale di Sudafrica 2010, coincidenti con le eliminatorie della Coppa d'Africa 2010.
Nel luglio 2009 una votazione dell'assemblea generale straordinaria voluta dalla FIFA consentì di eleggere un nuovo comitato dirigenziale in seno alla federazione calcistica dell'Etiopia. La FIFA, nella seduta del suo comitato esecutivo del maggio 2009, aveva posto la votazione come condicio sine qua non per l'annullamento della sospensione. La federaziojne internazionale, soddisfatta dell'esito dell'assemblea generale e della tenuta delle elezioni, decise dunque di sospendere le sanzioni nei confronti della federazione etiope.
Tornata alle competizioni ufficiali, la nazionale etiope guidata da Abraham Teklehaimanot ottenne il terzo posto nella CECAFA Cup 2009, dopo la vittoria per 5-0 contro Gibuti e due sconfitte con Zambia e Kenya. Nella CECAFA Cup 2010 la squadra si piazzò quarta dopo aver perso per 1-0 la semifinale contro la Costa d'Avorio e per 4-3 la finale di consolazione contro l'Uganda.
Nell'aprile 2011 la federazione decise di esonerare il CT scozzese Ifem Onuora a soli nove mesi dalla nomina, dopo la sconfitta per 4-0 ad Abuja contro la Nigeria nelle eliminatorie della Coppa d'Africa 2012. In 11 partite il tecnico ottenne 4 vittorie, un pari e 6 sconfitte. Il mese dopo l'EFF nominò CT il belga Tom Saintfiet, ex commissario tecnico dello Zimbabwe e della Namibia. Anch'egli ebbe vita breve sulla panchina etiope: lasciò l'incarico nell'ottobre 2011 dopo cinque mesi in carica, tre settimane prima dell'inizio delle eliminatorie del campionato del mondo 2014. Il motivo delle dimissioni furono, a suo dire, "accordi non onorati" dalla federazione. Sotto la sua gestione, durata quattro partite, l'Etiopia ottenne un pari per 2-2 contro la Nigeria, risultato che precluse ai nigeriani la qualificazione alla fase finale della Coppa d'Africa 2012.

### Delusioni in Coppa d'Africa (2011-oggi)
Sotto la guida del nuovo CT, l'etiope Sewnet Bishaw, già alla guida della squadra dal 2005 al 2006, la squadra si qualificò per la fase a gruppi delle eliminatorie CAF del mondiale di Brasile 2014, dopo aver eliminato i vicini della Somalia (0-0 all'andata a Gibuti e 5-0 allo Stadio Addis Abeba). Nel gruppo A trovò Sudafrica, Botswana e Rep. Centrafricana. Iniziate le qualificazioni con un 1-1 a Rustenburg contro i sudafricani (gol etiope di Saladin Saïd), l'Etiopia vinse per 2-0 in casa contro la Repubblica Centrafricana con doppietta di Saladin Said. Questi buoni risultati proiettarono la selezione dell'Africa orientale in testa al girone delle qualificazioni mondiali, prima dell'esordio nelle eliminatorie della Coppa d'Africa 2013.
Nella CECAFA Cup l'Etiopia confermò i propri progressi ottenendo i quarti di finale dell'edizione 2012, dove fu eliminata dall'Uganda (2-0), quando l'anno prima aveva concluso la fase a gironi del torneo all'ultimo posto dietro Malawi, Sudan e Kenya, senza ottenere vittorie.
Le qualificazioni alla Coppa d'Africa 2013, disputate secondo l'inconsueta formula di turni di andata e ritorno ad eliminazione diretta, misero di fronte Etiopia e Benin: dopo il pareggio a reti inviolate all'andata, gli etiopi superarono il turno grazie alla regola dei gol in trasferta pareggiando per 1-1 allo Stadio dell'Amicizia di Cotonou. Al secondo turno trovarono il Sudan, che aveva raggiunto i quarti di finale della Coppa d'Africa 2012. Sfruttando ancora una volta la regola dei gol in trasferta (sconfitta per 5-3 a Khartoum e vittoria per 2-0 ad Addis Abeba), l'Etiopia si qualificò per la fase finale della Coppa d'Africa trentuno anni dopo l'ultima volta. Nelle amichevoli successive i ragazzi di Bishaw si confermarono in ottima forma, vincendo contro Tanzania (2-1) e Nigeria, altre nazionali qualificatesi alla Coppa d'Africa 2013, e pareggiando per 1-1 contro la Tunisia ad Al Wakrah, in Qatar.

Formazioni di Etiopia e Zambia in campo per la prima giornata della Coppa d'Africa 2013

L'Etiopia fu inserita nel girone C con lo Zambia detentore del titolo, la Nigeria il Burkina Faso. Il difficile girone non spaventò gli etiopi, che all'esordio fermarono sul pari (1-1) gli zambiani andando a segno con il difensore Adane Girma in un match in cui il portiere etiope Jemal Tassew non effettuò neanche una parata nel primo tempo. La seconda partita contro il Burkina Faso terminò con una sconfitta per 4-0: malgrado il Burkina fosse in dieci uomini, riuscì a segnare tre gol nell'ultima mezz'ora. Dall'ultima partita, contro la Nigeria, gli etiopi uscirono ancora una volta sconfitti (2-0), a causa di due gol di Victor Moses realizzati nel finale di gara, e dovettero lasciare il torneo.
Con due vittorie contro il Botswana (1-0 in casa e 2-1 a Gaborone) l'Etiopia di Bishaw proseguì bene le eliminatorie del campionato del mondo 2014. Battuto il Sudafrica, principale rivale per il primo posto nel girone, per 2-1 ad Addis Abeba, nel giugno 2013 ottenne l'accesso agli spareggi, vale a dire l'ultima fase delle qualificazioni mondiali. Quindici giorni più tardi, però, la CAF annunciò la volontà di esaminare il ricorso presentato dalla federcalcio della Repubblica Centrafricana, relativo allo schieramento da parte dell'Etiopia di un calciatore squalificato (Minyahil Teshome) nel match vinto per 2-1 in casa del Botswana. La FIFA punì l'Etiopia con la sconfitta a tavolino contro il Sudafrica, ridando speranze di qualificazione ai Bafana Bafana. All'ultima fase delle qualificazioni al mondiale, tuttavia, si qualificò l'Etiopia, vittoriosa nel successivo match in casa della Repubblica Centrafricana a settembre. Il sorteggio dello spareggio per l'accesso al mondiale di Brasile 2014 mise l'Etiopia di fronte ai favoriti nigeriani, freschi campioni continentali. Sconfitti per 1-2 ad Addis Abeba dopo aver aperto le marcature con Behailu Assefa, nella partita di ritorno a Calabar gli etiopi persero per 2-0 e furono eliminati.
Deludenti furono le eliminatorie della Coppa d'Africa 2015, concluse dagli etiopi all'ultimo posto, esattamente come le eliminatorie della Coppa d'Africa 2017. Nelle qualificazioni al campionato del mondo 2018 il percorso etiope si arrestò al secondo turno contro la Rep. del Congo, dopo aver superato con difficoltà il primo turno contro São Tomé e Príncipe.
Questa serie di risultati negativi spinse la federazione a cambiare più volte commissario tecnico: dopo Sewnet Bishaw, allontanato nel 2014, in quattro anni si successero senza fortuna cinque CT.
Nel 2021 la nazionale tentò di qualificarsi alla Coppa d'Africa, e nonostante la sconfitta per 3-1 contro la Costa d'Avorio, ci riuscì grazie allo 0-0 tra Madagascar e Niger, concludendo il girone di qualificazione al secondo posto a quota 9 punti. La squadra fu poi eliminata al primo turno della competizione, con 1 punto in 3 partite raccolte nel gruppo A.

## Colori e simboli

### Divise storiche
| Coppa d'Africa 1962                                                     | Coppa d'Africa 1962                                                                 | Coppa d'Africa 1962 | Coppa d'Africa 1962 |
| ----------------------------------------------------------------------- | ----------------------------------------------------------------------------------- | ------------------- | ------------------- |
| Casa                                                                    | Trasferta                                                                           |                     |                     |
| Manica sinistra · Maglietta · Manica destra · Pantaloncini · Calzettoni | Manica sinistra · Maglietta · Maglietta · Manica destra · Pantaloncini · Calzettoni |                     |                     |
| Nessun fornitore                                                        |                                                                                     |                     |                     |

| 2012 | 2012 | 2012 | 2012 |
| --- | --- | ---- | ---- |
| Casa | Trasferta |      |      |
| Manica sinistra · Manica sinistra · Maglietta · Maglietta · Manica destra · Manica destra · Pantaloncini · Pantaloncini · Calzettoni · Calzettoni | Manica sinistra · Manica sinistra · Maglietta · Maglietta · Manica destra · Manica destra · Pantaloncini · Pantaloncini · Calzettoni · Calzettoni |      |      |
| Adidas | |      |      |

| Coppa d'Africa 2013                                                                                             | Coppa d'Africa 2013                                                                                             | Coppa d'Africa 2013 | Coppa d'Africa 2013 |
| --- | --- | ------------------- | ------------------- |
| Casa | Trasferta |                     |                     |
| Manica sinistra · Maglietta · Maglietta · Manica destra · Pantaloncini · Pantaloncini · Calzettoni · Calzettoni | Manica sinistra · Maglietta · Maglietta · Manica destra · Pantaloncini · Pantaloncini · Calzettoni · Calzettoni |                     |                     |
| Adidas | |                     |                     |

| Coppa d'Africa 2021                                                                                                   | Coppa d'Africa 2021                                                                                                   | Coppa d'Africa 2021 | Coppa d'Africa 2021 |
| --- | --- | ------------------- | ------------------- |
| Casa | Trasferta |                     |                     |
| Manica sinistra · Manica sinistra · Maglietta · Maglietta · Manica destra · Manica destra · Pantaloncini · Calzettoni | Manica sinistra · Manica sinistra · Maglietta · Maglietta · Manica destra · Manica destra · Pantaloncini · Calzettoni |                     |                     |
| Umbro | |                     |                     |

## Palmarès
- Coppa d'Africa: 1

Etiopia 1962
- CECAFA Cup: 4

Etiopia 1987, Ruanda 2001, Etiopia 2004, Ruanda 2005

## Partecipazioni ai tornei internazionali
Legenda: Grassetto: Risultato migliore, Corsivo: Mancate partecipazioni

- Dal 1973 al 1982 - Non partecipante
- 1983 - Primo turno
- 1984 - Non partecipante
- 1985 - Non partecipante
- 1987 - Campione
- 1988 - Primo turno
- Dal 1989 al 1991 - Non partecipante
- 1992 - Primo turno
- 1994 - Non partecipante
- 1995 - Quarto posto
- 1996 - Non partecipante
- 1999 - Quarti di finale
- 2000 - Terzo posto
- 2001 - Campione
- 2002 - Primo turno
- 2003 - Ritirata
- 2004 - Campione
- 2005 - Campione
- 2006 - Quarti di finale
- 2007 - Primo turno
- 2008 - Non partecipante
- 2009 - Primo turno
- 2010 - Quarto posto
- 2011 - Primo turno
- 2012 - Quarti di finale
- 2013 - Quarti di finale
- 2015 - Terzo posto
- 2017 - Primo turno
- 2019 - Ritirata
- 2021 - Primo turno

## Statistiche dettagliate sui tornei internazionali

### Coppa d'Africa
| Anno | Luogo                      | Piazzamento     | V | N | P | Gol  |
| ---- | -------------------------- | --------------- | - | - | - | ---- |
| 1957 | Sudan                      | Secondo posto   | 0 | 0 | 1 | 0:4  |
| 1959 | Egitto                     | Terzo posto     | 0 | 0 | 2 | 0:5  |
| 1962 | Impero d'Etiopia           | Campione        | 2 | 0 | 0 | 8:4  |
| 1963 | Ghana                      | Quarto posto    | 1 | 0 | 2 | 4:7  |
| 1965 | Tunisia                    | Primo turno     | 0 | 0 | 2 | 1:9  |
| 1968 | Impero d'Etiopia           | Quarto posto    | 3 | 0 | 2 | 8:6  |
| 1970 | Sudan                      | Primo turno     | 0 | 0 | 3 | 3:12 |
| 1972 | Camerun                    | Non qualificata | - | - | - | -    |
| 1974 | Egitto                     | Non qualificata | - | - | - | -    |
| 1976 | Etiopia                    | Primo turno     | 1 | 1 | 1 | 4:3  |
| 1978 | Ghana                      | Non qualificata | - | - | - | -    |
| 1980 | Nigeria                    | Non qualificata | - | - | - | -    |
| 1982 | Libia                      | Primo turno     | 0 | 1 | 2 | 0:4  |
| 1984 | Costa d'Avorio             | Non qualificata | - | - | - | -    |
| 1986 | Egitto                     | Ritirata        | - | - | - | -    |
| 1988 | Marocco                    | Ritirata        | - | - | - | -    |
| 1990 | Algeria                    | Non qualificata | - | - | - | -    |
| 1992 | Senegal                    | Ritirata        | - | - | - | -    |
| 1994 | Tunisia                    | Non qualificata | - | - | - | -    |
| 1996 | Sudafrica                  | Non qualificata | - | - | - | -    |
| 1998 | Burkina Faso               | Non qualificata | - | - | - | -    |
| 2000 | Ghana / Nigeria            | Ritirata        | - | - | - | -    |
| 2002 | Mali                       | Non qualificata | - | - | - | -    |
| 2004 | Tunisia                    | Non qualificata | - | - | - | -    |
| 2006 | Egitto                     | Non qualificata | - | - | - | -    |
| 2008 | Ghana                      | Non qualificata | - | - | - | -    |
| 2010 | Angola                     | Non qualificata | - | - | - | -    |
| 2012 | Gabon / Guinea Equatoriale | Non qualificata | - | - | - | -    |
| 2013 | Sudafrica                  | Primo turno     | 0 | 1 | 2 | 1:7  |
| 2015 | Guinea Equatoriale         | Non qualificata | - | - | - | -    |
| 2017 | Gabon                      | Non qualificata | - | - | - | -    |
| 2019 | Egitto                     | Non qualificata | - | - | - | -    |
| 2021 | Camerun                    | Primo turno     | 0 | 1 | 2 | 2:6  |

## Commissari tecnici
- 1959-1960  Jiri Stagora
- 1961  Slavko Milošević
- 1962  Ydnekatchew Tessema
- 1962  Slavko Milošević
- 1969-1970  Luciano Vassallo
- 1974  Luciano Vassallo
- 1974-1976  Peter Schnittger
- 1978  Luciano Vassallo (1978)
- 1982-1987  Mengistu Worku
- 1987-1989  Klaus Ebbinghausen
- 1992-1993  Kassahun Teka
- 1993  Gebregiorgis Getahun
- 1994-1995  Kassahun
- 1996  Seyoum A.
- 1997  Kassahun
- 1998-2000  Seyoum Abate
- 2001  Asrat Haile
- 2002-2003  Jochen Figge
- 2003  Asrat Haile
- 2003  Seyoum Kebede
- 2004-2006  Sewnet Bishaw
- 2006  Seyoum Abate
- 2006-2007  Diego Garzitto
- 2007  Tesfaye Fetene
- 2007  Tsegaye Desta
- 2008-2010  Abraham Teklehaymanot
- 2010-2011  Iffy Onoura
- 2011  Tom Saintfiet
- 2011-2014  Sewnet Bishaw
- 2014-2015  Mariano Barreto
- 2015-2016  Yohannes Sahle
- mag 2016-feb 2017  Gebremedhin Haile
- Feb-Dic 2017  Ashenafi Bekele
- Lug 2018-Ago 2020  Abraham Mebratu
- Sep 2020  Wubetu Abate

## Tutte le rose

### Coppa d'Africa
Coppa d'Africa 1957P Gila, D Alemu, D Asfaw, D Tekle Selassie, D Tessema, C Berhe, C Zewode, A Bayrou, A Berhane, A Metaferia, A Netsere, CT: ?
Coppa d'Africa 1959P Gila, D Ahmed, D Awad, D Ahmed, D Fikre Mariam, C Berhe, C Kiflom, C Royale, C Tadesse, C Tesfayé, C Worku, A Mariam, A A. Tessema, A G. Tessema, 15 Gebremedhin, 16 Asrat, 17 Haile, 18 Tessaw Gebrewolde, 19 Abera, 20 Zewde, 21 Bayrou, 22 Gebril, 23 Metaferia, 24 Berhane, CT: Starosta
Coppa d'Africa 1962P Bayene, P Teklemariam, D Awad, D Berhe, D Goitom, C Kiflom, C Tekle, C G. Tesfayé, C L. Vassallo, C Worku, A Gebremichael, A Kidane, A Tesfagaber, A T. Tesfaye, A I. Vassallo, A Wolde, A Woldeselassie, CT: Tessema
Coppa d'Africa 1963P Teklemariam, C Tekle, C Tesfayé, C Vassallo, C Worku, ? Araya, ? Berhe, ? Gebremedhin, ? Goitom, ? Mohammed, ? Wolde, ? Woldeselassie, CT: Tessema
Coppa d'Africa 1965P Getatchew, D Fesseha, D Gebrehiwot, D Gebreselassie, D A. Mohammed, D Wolde, C Araya, C Gerile, C Ismael, C L. Vassallo, C Worku, A Agonafer, A N. Mohammed, A I. Vassallo, CT: ?
Coppa d'Africa 1968P Abebe, P Gebreselassie, D Awad, D Goitom, C Vassallo, C Worku, ? Abdalla, ? Abdo, ? Agonafer, ? Alemu, ? Amdemichael, ? A. Araya, ? K. Araya, ? Asmerom, ? B. Gebrehiwot, ? E. Gebrehiwot, ? Gebremedhin, ? Gelashe, ? Tesfagabir, ? Wolde, ? Woldegiorgis, C Fesseha, CT: Szűcs
Coppa d'Africa 1970P Abebe, P Gebreselassie, P Kidane, D Gebrehiwot, C Vassallo, C Worku, ? Abdo, ? Agonafer, ? Araya, ? Gebredemhin, ? Gobezayehu, ? Goitom, ? Hassen, ? Manyazewal, ? Tariku, ? Tesfagabre, ? Tewolde, ? Tsegaye, C Fesseha, ? Zergaw, CT: Alemu e Bahre
Coppa d'Africa 1976P Abebe, D Alemayehu, D Asfaw, D Gezaghne, D Haile, C Buker, C Hailu, C Kassahun, C Kibron, A Bekeri, A Mohamed, A Mulugeta, A Nigussie, A Solomon, A Tariku, A Tesfaye, ? Muleta, CT: Schnittger
Coppa d'Africa 1982P Gibru, P Lemma, ? Asefa, ? Ayele, ? Ermias, ? Girma, ? Hadish, ? Hailu, ? Kassahun, ? Kebede, ? Mulualem, ? Nigussie, ? Tagnachew, ? Tamerat, ? Tefera, ? Tesfamical, CT: Worku
Coppa d'Africa 20131 Sisay, 2 Degu, 3 Zinabu, 4 Butako, 5 Hailu, 6 Al. Girma, 7 Said, 8 Megersa, 9 Kebede, 10 Bogale, 11 Ukuri, 12 Elias, 13 Ibrahim, 14 Teshome, 15 Estifanos, 16 Saleh, 17 Tesfaye, 18 Bekele, 19 Ad. Girma, 20 Assefa, 21 Hintsa, 22 Tassew, 23 Tadele, CT: Bishaw
Coppa d'Africa 20211 Tassew, 2 Hamid, 3 Mohammed, 4 Debebe, 5 D. Yohannes, 6 Panom, 7 Dagnachew, 8 A. Yohannes, 9 Kebede, 10 Nasir, 11 A. Gebremichael, 12 Endashew, 13 Solomon, 14 Alemu, 15 Tamene, 16 Bayeh, 17 Meleyo, 18 Bekele, 19 Gugesa, 20 Yusef, 21 Tonjo, 22 Shanko, 23 F. Gebremichael, 24 Tafesse, 25 Reshid, 26 Kassim, 27 Hotessa, 28 Getahun, CT: Abate

## Rosa attuale
Lista dei convocati per la doppia sfida della prima fase delle qualificazioni al Campionato mondiale di calcio 2022 contro il Lesotho.
| 22 | P | Jemal Tassew         | 27 aprile 1989   | 28 | 0  | Fasil Kenema       |  |  |
| 1  | P | Mintesinot Allo      | 17 dicembre 1999 | 1  | 0  | Bahir Dar Kenema   |  |  |
| 23 | P | Lealem Birhanu       | 12 giugno 1986   | 1  | 0  | Saint-George       |  |  |
|    |   |                      |                  |    |    |                    |  |  |
| 15 | D | Aschalew Tamene      | 22 novembre 1991 | 36 | 1  | Saint-George       |  |  |
| 4  | D | Anteneh Tesfaye      | 20 gennaio 1991  | 21 | 0  | Dire Dawa City     |  |  |
| 16 | D | Yared Baye           | 22 gennaio 1995  | 8  | 0  | Fasil Kenema       |  |  |
| 13 | D | Ahmed Reshid         | 11 dicembre 1998 | 7  | 0  | Ethiopian Coffee   |  |  |
| 21 | D | Mujib Kasim          | 19 ottobre 1995  | 6  | 0  | Fasil Kenema       |  |  |
| 2  | D | Getu Hailemaryam     | 29 gennaio 1998  | 1  | 0  | Sebeta City        |  |  |
| 12 | D | Ramadan Yusef        | 12 febbraio 2001 | 1  | 0  | Shire Endaselassie |  |  |
| 3  | D | Desta Demu           | 27 marzo 1998    | 0  | 0  | Saint-George       |  |  |
|    |   |                      |                  |    |    |                    |  |  |
| 18 | C | Shimelis Bekele      | 02 gennaio 1990  | 46 | 8  | Misr Lel Makkasa   |  |  |
| 6  | C | Gatoch Panom         | 30 novembre 1994 | 34 | 6  | Al-Anwar           |  |  |
| 10 | C | Beneyam Demte        | 18 luglio 1998   | 17 | 0  | Umeå               |  |  |
| 8  | C | Amanuel Yohannes     | 14 marzo 1999    | 3  | 0  | Ethiopian Coffee   |  |  |
| 19 | C | Canaan Markneh       | 30 marzo 1998    | 2  | 0  | Adama City         |  |  |
| 5  | C | Haider Sherefa       | 11 gennaio 1994  | 0  | 0  | Mekelle 70 Enderta |  |  |
| 20 | C | Yonas Berta          | 18 agosto 1996   | 0  | 0  | Debub Police       |  |  |
| -  | C | Surafel Dagnachew    | 11 novembre 1997 | 0  | 0  | Fasil Ketema       |  |  |
| -  | C | Yehun Endeshaw       | 05 novembre 1992 | 0  | 0  | Jimma Aba Jifar    |  |  |
| -  | C | Tafesse Solomon      | 04 maggio 1993   | 0  | 0  | Ethiopian Coffee   |  |  |
|    |   |                      |                  |    |    |                    |  |  |
| 11 | A | Umed Ukuri           | 05 ottobre 1990  | 40 | 11 | Smouha             |  |  |
| 14 | A | Addis Gidey          | 21 gennaio 1996  | 10 | 0  | Sidama Coffee      |  |  |
| 7  | A | Amanuel Gebremichael | 5 febbraio 1999  | 4  | 0  | Mekelle 70 Enderta |  |  |
| 9  | A | Mesfin Tafesse       | 26 novembre 2001 | 1  | 0  | Hawassa City       |  |  |
| 17 | A | Fuad Fereje          | 27 maggio 2000   | 0  | 0  | Adama City         |  |  |